# August von Kotzebue
Pour les articles homonymes, voir Kotzebue.
August Friedrich Ferdinand von Kotzebue, né à Weimar le 3 mai 1761 et mort assassiné à Mannheim le 23 mars 1819, est un juriste, dramaturge et polémiste conservateur dont l'assassinat conduit à la promulgation des décrets de Karlsbad dont le but était de surveiller et refréner le mouvement unitaire et libéral allemand (1800-1848).

## Biographie

### Jeunesse
August von Kotzebue est né le 3 mai 1761 au château jaune (de), aux portes de Weimar, dans le Grand-Duché de Saxe-Weimar-Eisenach. Cette propriété est la résidence principale de ses parents, membres de la Famille von Kotzebue, une famille de la noblesse germano-balte d'origine saxonne, composée de négociants et de conseillers de région. Il est le fils du major Levin Karl Christian Kotzebue (de) (1727-1761), originaire de Brunswick et de Anna "Christine" Krüger (1736-1828). Son père, conseiller ducal de la légation de Weimar et agent de la duchesse Anne-Amélie de Brunswick, meurt quelques mois après sa naissance.
August von Kotzebue passe une partie de sa jeunesse au Gelber Schloß, puis à Weimar même, dans une maison de la Schlossgasse 6 (de). Il fréquente le lycée Guillaume-Ernest de Weimar (de), où enseigne notamment Johann Musäus, son oncle maternel, de par son mariage avec Juliane Krüger, sœur de sa mère.
En 1776, le jeune August von Kotzebue fait une apparition en tant qu'acteur. On le voit sur la scène du théâtre de Weimar lors de la première de Geschwister, en français Fratrie, pièce de Johann Wolfgang von Goethe (1749-1832) , en présence de l'auteur; August von Kotzebue tient le rôle du facteur.
En 1777, il passe son baccalauréat à 16 ans et commence des études de droit à l'université d'Iéna, qu'il poursuit à Duisburg et termine en 1780. Avant de s'installer comme avocat à Weimar, mais pour une courte période .
Grâce à l’influence du comte von Görtz, ancien prince-éducateur, Maitre du Palais de la cour de Weimar et ambassadeur de Prusse auprès de la cour de Russie, August von Kotzebue devient secrétaire du gouverneur-général de Saint-Pétersbourg.
En 1783, il est nommé assesseur à la Cour suprême de Reval, capitale de l’Estonie, où il se marie avec la fille du lieutenant-général russe, d'origine germano-balte, Friedricke von Essen (1763-1790). Ceci lui permet d'être élevé dans l'aristocratie russe en 1785. La même année, il devient président de la magistrature de la province d'Estland.

### Premiers ouvrages
À  Reval, August von Kotzebue acquiert vite une bonne réputation avec ses premiers romans, Die Leiden der Ortenbergischen Familie, en français « Les souffrances de la famille d'Ortenberg » (1785) et Geschichte meines Vaters, en français « Histoire de mon père » (1788), confortée par ses pièces Adelheid von Wulfingen (1789), Menschenhass und Reue, en français « Misanthropie et Repentir » (1790) et Die Indianer in England, en français « Les indiens en Angleterre » (1790). Toutefois cette  bonne impression est presque aussitôt fortement hypothéquée par la publication, également en 1790, d'une satire dramatique extrêmement cynique, Doktor Bahrdt mit der eisernen Stirn, en français « Docteur Bahrdt, homme à l'esprit étriqué » sur la couverture duquel paraît le nom de Knigge, son contemporain, connu pour son recueil de bonnes manières.
En 1790, August von Kotzebue perd prématurément sa femme "Christine", morte en couche âgée de 27 ans. De ce mariage sont nés cinq enfants: Wilhelm Friedrich "Fritz" von Kotzebue (1785–1813), Otto von Kotzebue (1878-1846) et Moritz von Kotzebue (de) (1789-1861), Christel et enfin Karoline Friederike Hélène (1790).
August von Kotzebue se remarie en 1794 avec Christine Gertrud von Krusenstern (1769–1803). De cette untion naitront cinq autres enfants: Amalie "Emmy" Sophie Frederike (1795–1866), Elisabette "Betty" Emilie (1797–1883), August Julius (1799–1876), Paul Demetrius (1801–1884) et Luise "Louisa" (1803–1804).
Il quitte d'abord l'Empire de Russie et séjourne à Paris et Mayence et en 1795 il acquiert un domaine près de Reval dans lequel il s'installe et se consacre à l’écriture.

En trois années, il publie six volumes d'essais et de romans, Die jüngsten Kinder meiner Laune (1793-1796), en français, « les dernières conséquences de mes actes », mot à mot, les plus jeunes enfants de ma trempe, et plus de vingt drames, dont la majorité furent traduits en plusieurs langues européennes. 

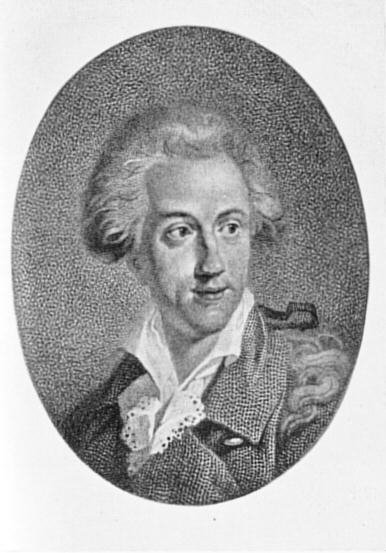
Portrait de Kotzebue à la bibliothèque d'État de Weimar, par Heinsius

### Auteur et metteur en scène
En 1798, August von Kotzebue accepte la fonction de dramaturge au théâtre de la cour à Vienne, mais, des divergences avec les comédiens qu'il n'arrive pas à surmonter, l'obligent bientôt à démissionner.
Il revient alors à Weimar, sa ville natale, mais se brouille avec Goethe, dont il critique depuis un certain temps ouvertement l'école romantique. Sa position devient bien évidemment intenable et honni de tous, il lui faut repartir.
En avril 1800, il retourne ainsi à Saint-Pétersbourg, mais il est arrêté dès son entrée sur le territoire russe: soupçonné de jacobinisme, il est aussitôt exilé à Tobolsk puis Kourgan en Sibérie. Fort heureusement, la parution d'une comédie qui flatte la vanité de l’empereur Paul Ier, Der alte Leibkutscher Peters III, le vieux cocher de Pierre III, lui permet d'obtenir sa grâce. Il est alors rapidement conduit à Saint-Pétersbourg, il est pourvu en dédommagement de ses déboires, d'un domaine appartenant aux terres de la Couronne en Livonie, l'actuelle Lettonie, assurant sa subsistance et nommé directeur du théâtre allemand de la capitale. De cette palpitante épopée, il écrira une œuvre autobiographique Das merkwürdigste Jahr meines Lebens, L'année la plus étrange de ma vie.
À la mort de Paul Ier en 1801, August von Kotzebue retourne en Allemagne et essaie une nouvelle fois de s’installer à Weimar. Toutefois, le souvenir de ses attaques contre Goethe et le Romantisme y étant encore vivace, les milieux littéraires le rejettent.
Sans espoir de réussir le moindre projet à Weimar, il est contraint de repartir, d'autant plus qu'il perd sa seconde épouse en 1803, également prématurément après avoir mis cinq autres enfants au monde. En 1804, il se marie une troisième fois avec Wilhelmina Friederike von Krusenstern (1778–1852) qui lui donnera huit enfants : Karl "Charles" Ferdinand Constantin Woldemar (1805–1896), Adam Friederich Ludwig (1806–1807), Friedrich Wilhelm (1808–1880), Georg (1810–1875), Wilhemine Friederike (1812–1851), Wilhelm Basilius Vasile (1813–1887), Alexander Ferdinand Wilhelm Franz (1815–1889) et Edouard (1819–1852).
August von Kotzebue repart et s'installe à Berlin. Il y  publie un Almanach dramatischer Spiele, zur geselligen Unterhaltung auf dem Lande, qui paraîtra de 1803 à 1820. Et associé à Garlieb Merkel (1769-1850), il édite l'hebdomadaire Der Freimüthige oder Berlinische Zeitung für gebildete, unbefangene Leser, en français « l'audacieux, journal berlinois pour lecteurs cultivés et impartiaux », qui paraîtra de 1803 à 1807. Tous deux se plaisent à pourfendre Goethe et les Romantiques, mais l'aventure est de courte durée. En 1806, les deux hommes se disputent si bien que Merkel continue seul à publier la revue.

### Retour à Riga
Avant même la victoire de Napoléon aux batailles d'Iéna et d'Auerstedt en 1806, qu'il critique âprement, August von Kotzebue retourne à Riga par prudence. L'occupation napoléonienne de Berlin le confortera dans sa décision. Depuis son domaine en Livonie, il publie plusieurs articles satiriques contre Napoléon dans ses journaux trimestriels Die Biene, en français, l'abeille et Die Grille, le grillon.
Durant les années qui suivent, August von Kotzebue publie un certain nombre de romans et de drames ainsi que des ouvrages historiographiques critiques sur le plan social dont il était très fier : une histoire savante de l'ordre teutonique, basée sur des études d'archives (Preußische Geschichte, Histoire de Prusse, 1808) et une histoire didactique de l'Empire (Reichsgeschichte, Histoire de l'Empire, 1814-1815). Toutes deux resteront toutefois inachevées. À la suite de cela, à partir de 1815, il devient membre étranger de l'Académie des sciences de Russie à Saint-Pétersbourg en 1815.

### Contexte historique
Après Waterloo, le Congrès de Vienne siège de septembre 1814 à juin 1815 pour remodeler les états européens, tous traumatisés par la révolution française de 1789 et l'épopée napoléonienne. En lieu et place de l’État national espéré par les démocrates, les princes allemands œuvrent à la restauration de l’ordre monarchique. Ils s'accordent pour instaurer la Confédération Germanique (1815-1866), composée de 37 Principautés et quatre Villes Libres. Unique organe commun, l’Assemblée confédérale - le futur « Bundestag », siège à Francfort-sur-le-Main, sous présidence autrichienne. En dépit de la lourdeur de ses mécanismes institutionnels, la Confédération Germanique sera longtemps stable.
Tandis qu’une série d’États du centre et du nord de l'Allemagne se doteront d’une constitution, la Prusse et l’Autriche rejetteront systématiquement l’introduction de constitutions dans les territoires sous leur domination jusqu’en 1848.

### Consul général de Russie
En 1816, August von Kotzebue entre dans le ministère des affaires étrangères à Saint-Pétersbourg et en 1817, il est envoyé en Allemagne en tant que Consul Général de la Russie, avec un salaire confortable de 15 000 roubles.

### Critiques du libéralisme et du nationalisme allemands
August von Kotzebue se relance dans le monde littéraire, avec le Literarisches Wochenblatt, en français, hebdomadaire littéraire publié à Weimar où la liberté de la presse est garantie. Affichant des opinions ouvertement réactionnaires, il s'en prend aux universités allemandes avec leurs Burschenschaften, les corporations estudiantines, il dénigre les Turnverbände, associations de gymnastique, foyers révolutionnaires, ainsi que le libéralisme politique : il se moque de Friedrich Ludwig Jahn, gymnaste et nationaliste vénéré par les étudiants, il bat en brèche les prétentions à la démocratie et ridiculise les idéaux du mouvement national allemand.
Lors de la fête de la Wartburg de 1817, son Histoire de l'Empire est même l'objet d'un autodafé symbolique par les membres de la corporation Teutonia, ce qui l'incita à déménager à Mannheim.

### Assassinat
August von Kotzebue est à ce point détesté que des étudiants de l'Université de Tübingen, membres de la Teutonia, corporation estudiantine militant pour les libertés civiques, fomentent un attentat. L'adresse de son domicile, carré A 2, bloc 5, à Mannheim n'est pas difficile à trouver puisque l'un des fils du polémiste, August Julius (1799–1876), en est membre. Le 23 mars 1819, l'un des comploteurs, Karl Ludwig Sand, étudiant en théologie, frappe à sa porte. Lorsqu'August von Kotzebue ouvre la porte, il s'écrie « Hier, du Verräter des Vaterlandes! », « voilà pour toi, traître de la patrie! » et le poignarde mortellement sous les yeux de son plus jeune fils, Alexandre, 4 ans.

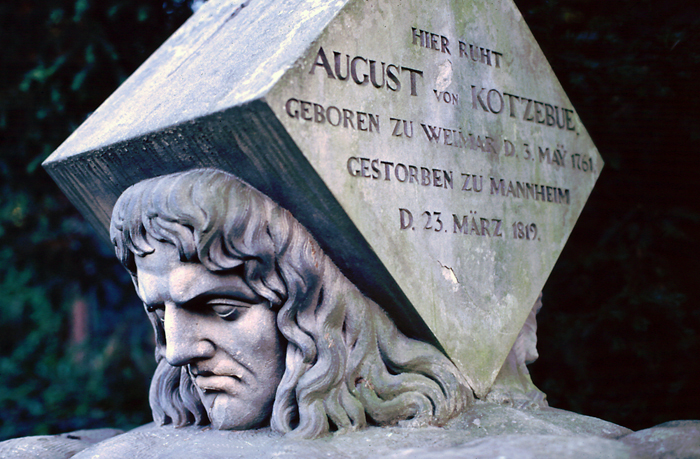
Sépulture de Kotzebue.

August von Kotzebue est inhumé au cimetière principal de Mannheim (de), à quelques mètres seulement de celle de son assassin Karl Ludwig Sand. Le tombeau en grès de Main est l'œuvre du sculpteur de la cour de Mannheim, Maximilian Joseph Pozzi (de) (1770-1842), qui est aussi l'auteur du masque mortuaire de Kotzebue. Il a la forme d'un cube placé en équilibre sur une de ses arêtes, soutenu par deux masques de théâtre dont les traits rappellent le visage de Kotzebue. Il porte d'un côté inscription de l'identité du défunt et de l'autre une épitaphe, que Kotzebue a lui-même écrite :
« Impitoyablement poursuivi par le monde entier - La calomnie était son lot - Mais il trouva le bonheur dans les bras de sa femme  - Et la paix dans les entrailles de la terre - L'envie ne cessa de le darder de ses épines - L'Amour l'épanouit - Si Dieu et le reste du monde veulent lui pardonner  - Lui a pardonné au monde. ».
Après le meurtre de son père, August Julius von Kotzebue est forcé de quitter la Teutonia dont Sand et lui faisaient partie.
Sand est condamné et exécuté en mai de l'année suivante.

### Conséquences
Cet assassinat a un grand retentissement en Allemagne comme dans toute l'Europe.
Avant tout, cet acte déclenche l'adoption des décrets de Karlsbad du 20 septembre 1819, à l’instigation du ministre autrichien des affaires étrangères, Klemens von Metternich. Ils instaurent un régime policier de surveillance et de répression visant à éradiquer les aspirations démocratiques. De lourdes sanctions sont infligées à d’éminents opposants, qui parviennent à désorganiser le mouvement national et libéral. La bourgeoisie, qui en est le cœur, va se retirer dans ses propriétés foncières, dans le confort d'une époque « Biedermeier » aussi mièvre et prétendument apolitique que sous la Restauration (1814-1830) en France. Le mouvement démocratique ne sera relancé qu'à la Commune de Paris et à l’Insurrection polonaise en 1830.
Après l'assassinat, l'éditeur Friedrich Arnold Brockhaus reprend le Literarisches Wochenblatt. En 1826, il le rebaptise Literarisches Conversationsblatt et en 1851 Blätter für literarische Unterhaltung  jusqu'en 1898.
Alexandre Dumas consacra un chapitre complet à Karl Ludwig Sand dans l'ouvrage Crimes célèbres. Pour ce faire, il interviewa personnellement le bourreau de l'étudiant. Dumas s'inspira également de cette histoire pour écrire avec Gérard de Nerval le drame Léo Burckart (1839), qui paraîtra cependant signé du seul Nerval.

## Œuvres
Outre ses pièces, Kotzebue est l’auteur de plusieurs travaux historiques, trop partiaux et empreints de préjugés pour être de grande valeur. Plus intéressants sont ses récits autobiographiques, Meine Flucht nach Paris im Winter 1790 (1791), Über meinen Aufenthalt in Wien (1799), Das merkwürdigste Jahr meines Lebens (1801), Erinnerungen aus Paris (1804), et Erinnerungen von meiner Reise aus Liefland nach Rom und Neapel (1805). Comme dramaturge, il est extraordinairement prolifique : on compte de lui environ 200 pièces ; sa popularité, en Allemagne comme sur la scène européenne, est sans précédent. Son succès, cependant, est moins dû à ses qualités littéraires ou poétiques qu'à son extraordinaire facilité dans l’invention de situations efficaces ; il possède, comme peu de dramaturges allemands avant ou après lui, un instinct sûr du théâtre et son influence sur la technique du drame moderne d’Eugène Scribe à Victorien Sardou et de Bauernfeld à Sudermann est indubitable. Le meilleur de Kotzebue est dans ses comédies, telles que Der Wildfang, Die beiden Klingsberg et Die deutschen Kleinstädter, qui contient des peintures admirables du mode de vie allemand. Ces pièces dominent la scène en Allemagne, longtemps après le toujours fameux Menschenhass und Reue, Graf Benjowsky, tandis que les ambitieuses tragédies exotiques, comme Die Sonnenjungfrau et Die Spanier in Peru, ont été oubliées.
L’un de ses premiers traducteurs en français est le comédien Bursay, qui publie et fait jouer à Bruxelles Les Indiens en Angleterre (1792).
Sa pièce, Das Kind der Liebe, adaptée en anglais en Lovers' Vows par Elizabeth Inchbald est un élément clé du roman de Jane Austen, Mansfield Park

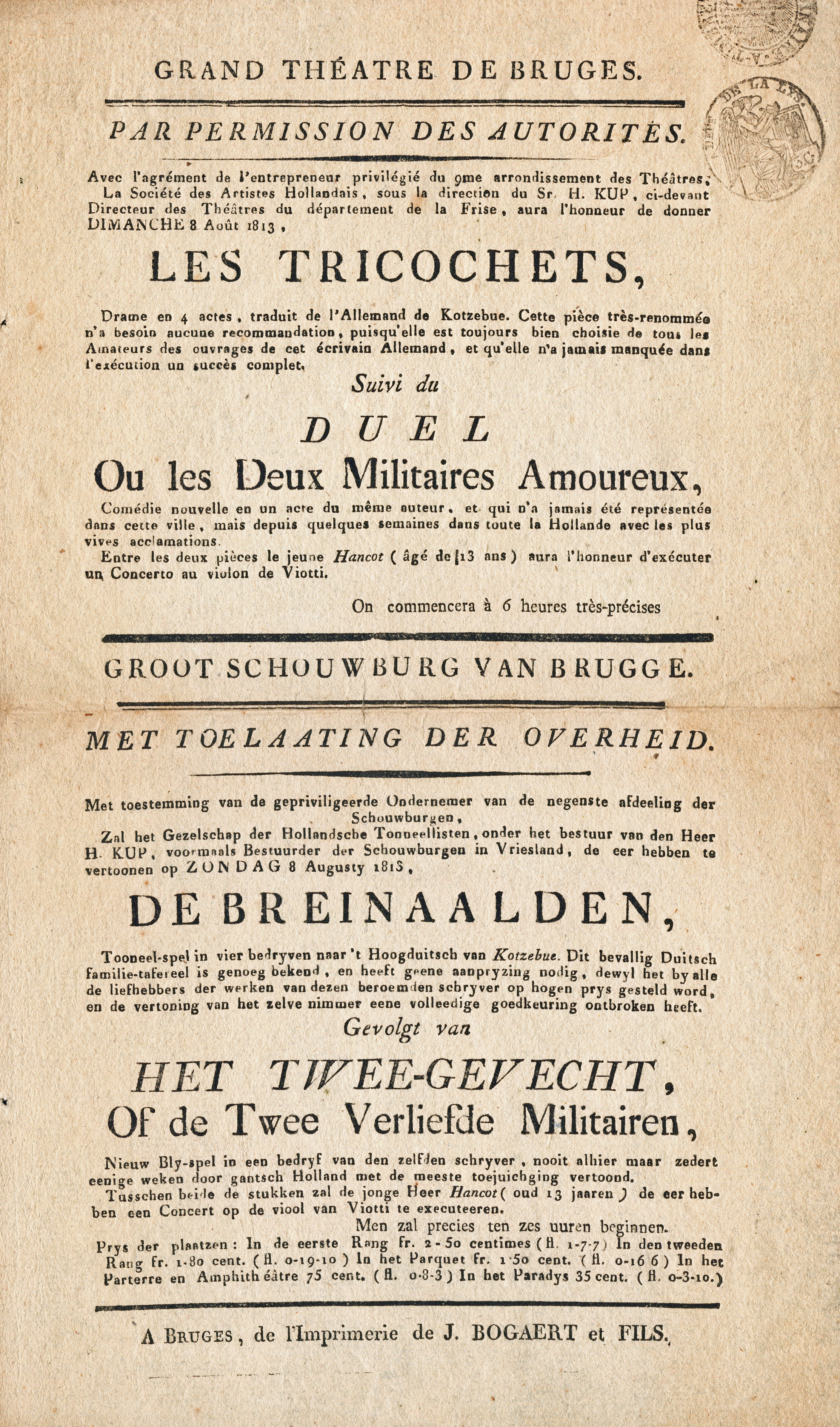
Annonce de la représentation de deux pièces de Kotzebue au théâtre de Bruges le 8 août 1813

### Œuvre théâtrale
Deux recueils de drames de Kotzebue ont été publiés de son vivant : Schauspiele (5 volumes, 1797) ; Neue Schauspiele (23 volumes, 1798-1820). Son Sämtliche dramatische Werke paraît en 44 volumes en 1827-1829 et encore, sous le titre Théâtre, en 40 volumes, en 1840-1841. Une sélection de ses pièces en 10 volumes est parue à Leipzig en 1867-1868.
Comédies
- Die alten Liebschaften. Leipzig 1812
- Armuth und Edelsinn. Leipzig 1795.
- Die beiden Klingsberg. Leipzig 1801
- Die Bestohlenen. Leipzig 1817
- Der Besuch, oder die Sucht zu glänzen. Leipzig 1801
- Blind geladen. Leipzig 1811
- Blinde Liebe. Leipzig 1806
- Die Brandschatzung. Leipzig 1806
- Bruder Moritz, der Sonderling, oder die Colonie für die Pelew-Inseln. Leipzig 1791
- Der Citherschläger und das Gaugericht. Leipzig 1817
- Der Deserteur. Wien 1808
- Die deutschen Kleinstädter. Leipzig 1803
- Der Educationsrath. Leipzig 1816
- Die Entdeckung im Posthause oder Das Posthaus zu Treuenbrietzen. Wien 1808
- Das Epigramm. Leipzig 1801
- Des Esels Schatten oder der Proceß in Krähwinkel. Riga 1810
- Die Feuerprobe. Leipzig 1811
- Die gefährliche Nachbarschaft. Wien 1806
- Der gerade Weg der beste. Leipzig 1817
- Das Geständnis, oder die Beichte. Berlin 1806
- Das getheilte Herz. Riga 1813
- Die Großmama. Leipzig 1815
- Der häusliche Zwist. Riga 1810
- Der hyperboräische Esel oder Die heutige Bildung. Leipzig 1799
- Die Indianer in England. Leipzig 1800
- Das Intermezzo, oder der Landjunker zum erstenmale in der Residenz. Leipzig 1809
- Max Helfenstein. Leipzig 1811
- Die Organe des Gehirns. Leipzig 1806
- Pachter Feldkümmel von Tippelskirchen. Leipzig 1811
- Pagenstreiche. Leipzig 1804
- Der Rehbock, oder die schuldlosen Schuldbewußten. Leipzig 1815
- Der Shawl. Leipzig 1815
- Der todte Neffe. Leipzig 1804
- Ueble Laune. Leipzig 1799
- Die Unglücklichen. Leipzig 1798
- Der Vater von ohngefähr. Leipzig 1804
- Der verbannte Amor, oder die argwöhnischen Eheleute. Leipzig 1810
- Der weibliche Jacobiner-Clubb. Leipzig 1791
- Der Wildfang. Lustspiel in 3 Acten. Leipzig 1798
- Der Wirrwarr, oder der Muthwillige. Leipzig 1803
- Die Zerstreuten. Riga 1810
- Das zugemauerte Fenster. Leipzig 1811
- Zwei Nichten für Eine. Leipzig 1814

Drames
- Die Quäker Leipzig 1812
- Der alte Leibkutscher Peter des Dritten. Eine wahre Anekdote. Leipzig 1799
- Der arme Poet. Riga 1813
- Bayard, oder der Ritter ohne Furcht und ohne Tadel. Leipzig 1801
- Die barmherzigen Brüder. Nach einer wahren Anekdote. Berlin 1803
- Die Corsen. Leipzig 1799
- Die deutsche Hausfrau. Leipzig 1813
- Die Erbschaft. Wien 1808
- Falsche Scham. Leipzig 1798
- Graf Benjowsky oder die Verschwörung auf Kamtschatka. Leipzig 1795
- Der Graf von Burgund[10]. Leipzig 1798
- Gustav Wasa. Leipzig 1801 (in fünffüßigen Jamben)
- Der Hahnenschlag. Berlin 1803
- Des Hasses und der Liebe Rache. Leipzig 1816
- Hugo Grotius. Leipzig 1803
- Die Hussiten vor Naumburg im Jahr 1432. Leipzig 1803 (in Jamben)
- Johanna von Montfaucon. Leipzig 1800
- Das Kind der Liebe, oder: der Straßenräuber aus kindlicher Liebe. Leipzig 1791
- Die kleine Zigeunerin. Leipzig 1809
- Der Leineweber Wien 1808
- Lohn der Wahrheit. Leipzig 1801
- Menschenhass und Reue. Berlin 1789
- Octavia. Leipzig 1801
- Der Opfer-Tod. 1798
- Der Papagoy. Leipzig 1792
- Die Rosen des Herrn von Malesherbes. Ein ländliches Gemälde in einem Aufzuge. Riga 1813
- Rudolph von Habsburg und König Ottokar von Böhmen. Leipzig 1816
- Das Schreibepult, oder die Gefahren der Jugend. Leipzig 1800
- Der Schutzgeist. Leipzig 1815
- Die silberne Hochzeit. Leipzig 1799
- Die Sonnenjungfrau. Leipzig 1791 (première publication en 1789).
- Die Spanier in Peru oder Rolla’s Tod. Leipzig 1796
- Die Stricknadeln. Leipzig 1805
- Ubaldo. Leipzig 1808
- Die Unvermählte. Leipzig 1808
- Die Versöhnung. Leipzig 1798
- Die Verwandtschaften. Leipzig 1798
- Die Wittwe und das Reitpferd. Eine dramatische Kleinigkeit. Leipzig 1796

## Jugements
- Victor Cousin: « je me souviens d'avoir rencontré par hasard [à Weimar en 1816] le spirituel, et si on veut, le méchant, mais très insignifiant Kotzebue, auteur de pièces de théâtre fort médiocres, devenu un publiciste rétrograde, qu'un fanatique eut la bêtise d'assassiner en 1819. Jamais coup de poignard n'a été plus mal placé. Qui saurait aujourd'hui que Kotzebue a existé sans la bizarrerie de sa mort ?[11] »

## Famille
Son oncle, l'écrivain Johann Karl Musaeus (1735-1787), s'est consacré à recueillir des contes traditionnels et sa sœur Caroline Ludecus (de) (1757-1827?) fut elle aussi un écrivain célèbre.
Écrivain prolifique, il fut aussi un père comblé : ses deux épouses successives, Frédérique von Essen (1763-1790) puis Christina von Krusenstiern, lui donnèrent 18 enfants, dont l'explorateur Otto von Kotzebue (1787-1846), le général Paul von Kotzebue et le peintre Alexandre von Kotzebue, qui fut témoin de son assassinat.
Il est le grand-père d'Elisabeth Bluhm (1783-1860), fille du médecin de Tallinn et épouse de Johann VIII Burchart von Bélavary, pharmacien de la même ville et fondateur du premier musée en Estonie.

### Traductions françaises
- "Réponse courte et honnête de Auguste de Kotzebue à un gros libelle malhonnête de Monsieur de Masson", Berlin, 1802